# Edificio Marsano
El edificio Marsano es un inmueble de la ciudad de Temuco, Chile. Se ubica en la punta de diamante de la calle Lautaro y las avenidas Barros Arana y Aníbal Pinto, en el barrio Estación, frente a la estación de ferrocarriles. Sus propietarios es la Sociedad LTDA Carnés la Flor
Fue construido en 1926 por los hermanos Emilio y Antonio Marsano Fulle, italianos que habían llegado a Chile desde Génova en 1914.  El edificio fue encargado al arquitecto, también italiano, Bernardo Buscaglione Bertini.  Construido en albañilería en un estilo afrancesado muy en boga en la época. Fue originalmente un hotel de lujo, único en su tipo en el sur de Chile.  
En él, se alojaron los presidentes Arturo Alessandri, Eduardo Frei Montalva y Salvador Allende. Además del político y guerrillero Ernesto "Che" Guevara.
En 2014, la Escuela de Arquitectura de la Universidad Mayor y el Ministerio de Vivienda y Urbanismo lanzaron un estudio para convertirlo en Monumento Nacional. A principios de 2015, el documento fue presentado ante el Consejo de Monumentos Nacionales, que deberá aceptar o rechazar la solicitud. Hasta la fecha no existe respuesta por parte de dicha entidad para convertir el edificio en Monumento Nacional.
Actualmente, en el primer piso existen locales comerciales, como la talabartería "La Doñihuana", un ícono de la ciudad de Temuco y Carnes la Flor, reconocida carnicería de la zona, estos últimos son los propietarios del edificio completo. En el segundo piso, continúa funcionando un hotel aunque sin el mismo renombre que poseía décadas atrás.

## Ubicación
Se encuentra en el barrio Estación de la ciudad de Temuco. Algunos sitios de internet y una parte considerable de la población temuquense ubican este barrio en el sector Feria Pinto, pero el Diagnóstico sistémico territorial, documento elaborado por la Municipalidad de Temuco, en el que se listan y describen los sectores de la urbe, no incluye al sector Feria Pinto, por lo que el edificio Marsano se emplaza, según este documento, en el sector Centro de la ciudad.

## Arquitectura
Se adaptó a la punta de diamante en la cual se encuentra por medio de los principios haussmanianos parisinos. En la fachada, tiene molduras horizontales que rememoran un palacio renacentista con sus sillerías. Sobre este nivel, existe una secuencia de arcos que dan lugar a las ventanas, las que poseen arcos de medio punto, con ritmo y trazado que también le da una reminiscencia renacentista italiana y fortalecen la horizontalidad de la calle. Un coronamiento superior lo une con una cúpula semi-bulbosa barroca que remata la punta de diamante.
En los años 1990, la cúpula sufrió un incendio. Fue restaurada en 2001, respetándose su diseño original.

## Cine
En la película Diarios de motocicleta (2004), dirigida por Walter Salles y protagonizada por Gael García Bernal, el edificio Marsano aparece como el inmueble en donde se encontraban las dependencias de El Diario Austral. periódico que hizo una entrevista a Ernesto Guevara y Alberto Granado cuando pasaron por Temuco en 1952, durante su mítico primer viaje latinoamericano. Se utilizó este edificio ya que los alrededores aún conservan ese ambiente tranquilo de mediados de la década de 1950, sin grandes cambios a nivel arquitectónico ni urbano en general, a diferencia del edificio donde ocurrieron los hechos, el cual se encuentra en pleno centro de la ciudad, frente a la plaza de armas Aníbal Pinto, donde sí ha habido cambios sustanciales. En el documental In viaggio con Che Guevara, del director italiano Gianni Minà, y que fue una especie de trascámara de la película de Walter Salles, se entrevistó al entrañable compañero de viaje del Che, Alberto Granado, justo afuera del verdadero edificio de El Diario Austral.